# Останковичі (станція)
Оста́нковичі (біл. Аста́нкавічы) — проміжна залізнична станція Гомельського відділення Білоруської залізниці на лінії Жлобин — Калинковичі між зупинними пунктами Узнаж (7 км) та Плудім (7 км). Розташована в однойменному селі Останковичі Світлогорського району Гомельської області.

## Історія
Станція відкрита 1915 року під час будівництва залізничної лінії Жлобин — Калинковичі (частини магістральної лінії Санкт-Петербург — Одеса).
2020 року розпочалися роботи з електрифікації дільниці Свєтлогорськ-на-Березині — Калинковичі.

## Пасажирське сполучення
Приміське пасажирське сполучення здійснюється поїздами регіональних ліній економкласу сполученням Жлобин — Калинковичі.